# Bittelschießer Höhle
Die Bittelschießer Höhle ist eine natürliche Höhle im Oberen Massenkalk südöstlich von Hornstein in der Gemeinde Bingen im Landkreis Sigmaringen in Baden-Württemberg, Deutschland.

## Lage
Die flussaufwärts und südwestlich von Bingen liegende Höhle befindet sich im Bittelschießer Täle, einer 300 Meter langen Felsschlucht im Massenkalk des Oberjura, einem Talabschnitt des Laucherttals, bei rund 605 Meter über Normalnull. Das Bett der Lauchert selbst befindet sich auf rund 603 Meter über Normalnull. Rund ein Kilometer nördlich von ihr liegt die Ruine der Burg Hornstein. Oberhalb der Höhle befindet sich die Ruine Bittelschieß; sie liegt unweit der Lauchertbrücke (Steg).

## Beschreibung
Die Höhle hat 64 Meter Länge und im Hauptgang 9 Meter Breite und 14 Meter Höhe. Sie ist eine typische Karsthöhle mit Korrosionsformen und Klüften. Am Ende des Hauptgangs kann man rechts vom Scherbenschluff in die obere Etage gelangen, deren Gang in der Mitte des Hauptgangs endet. Von der oberen Etage geht noch ein schräg nach oben führender Schacht ab. Die Höhle ist von der Lauchertseite (Südseite) her offen.
Die Höhle ist unter dem Namen Bittelschießer Täle & Höhlen als Geotop geschützt.

## Entstehung
Die Höhle im Bittelschießer Täle wurde von der Lauchert nach der Rißeiszeit geschaffen. Bis dahin floss durch das heutige Laucherttal bei Bingen die Urdonau. Deren Tal war durch den rißeiszeitlichen Rheingletscher mit Moränenschutt verschüttet worden, der später durch die Lauchert größtenteils wieder ausgeräumt wurde, während die Donau nach dem Rückzug der Gletscher ein neues, rund fünf Kilometer südlich verlaufendes Bett fand. Daher durchschnitt die Lauchert im Bittelschießer Täle „versehentlich“ eine der alten Schlingen des ehemaligen Donautals. In der Umgebung befinden sich weitere Kleinhöhlen (Bittelschießer Halbhöhle, Kapellenhöhle, Steghöhle, Wurzelhöhle). Die Bittelschießer Höhle ist als Naturdenkmal beim Regierungspräsidium Freiburg registriert.

## Galerie

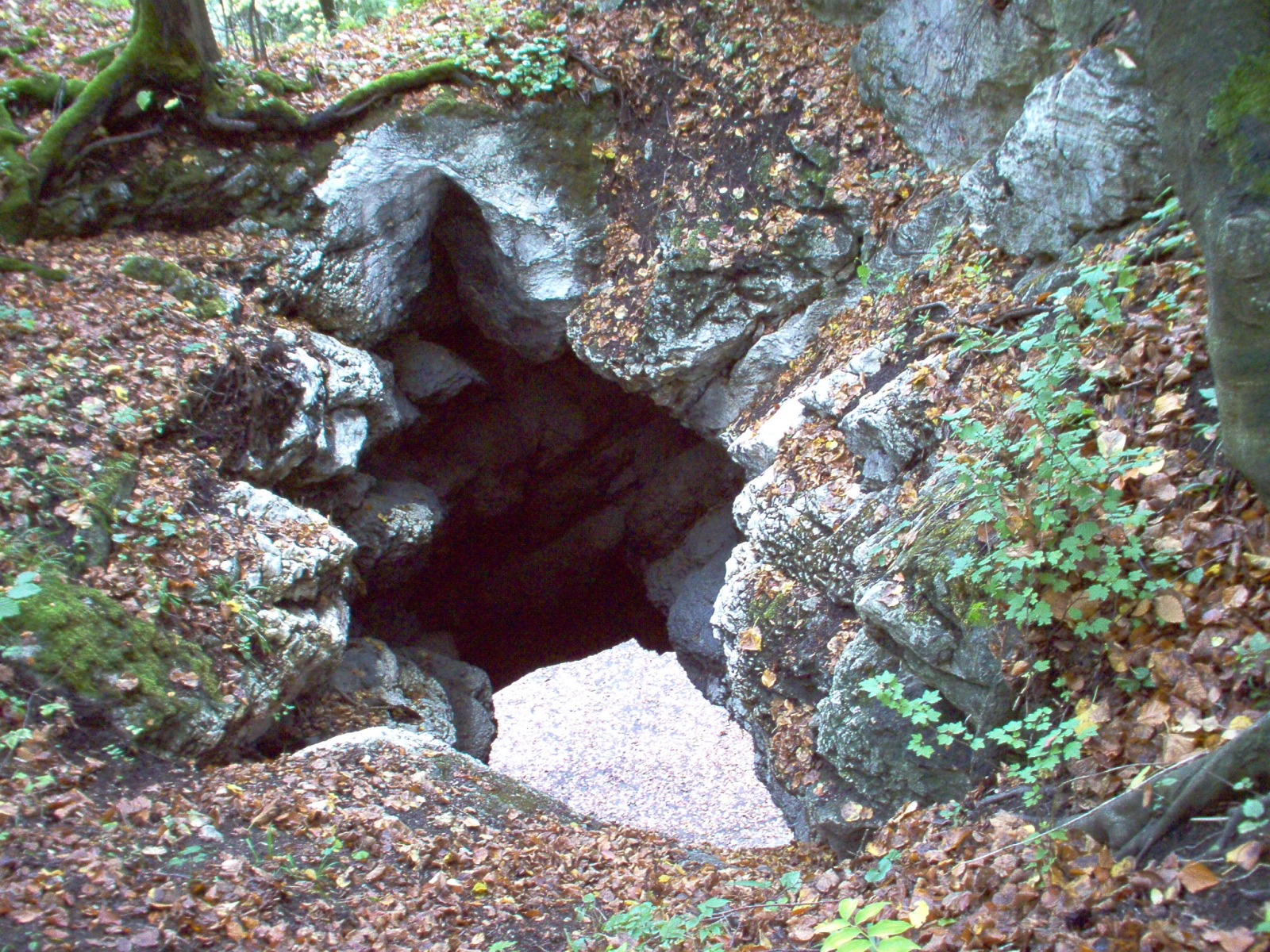
Felsloch (oberer Eingang zur Höhle)
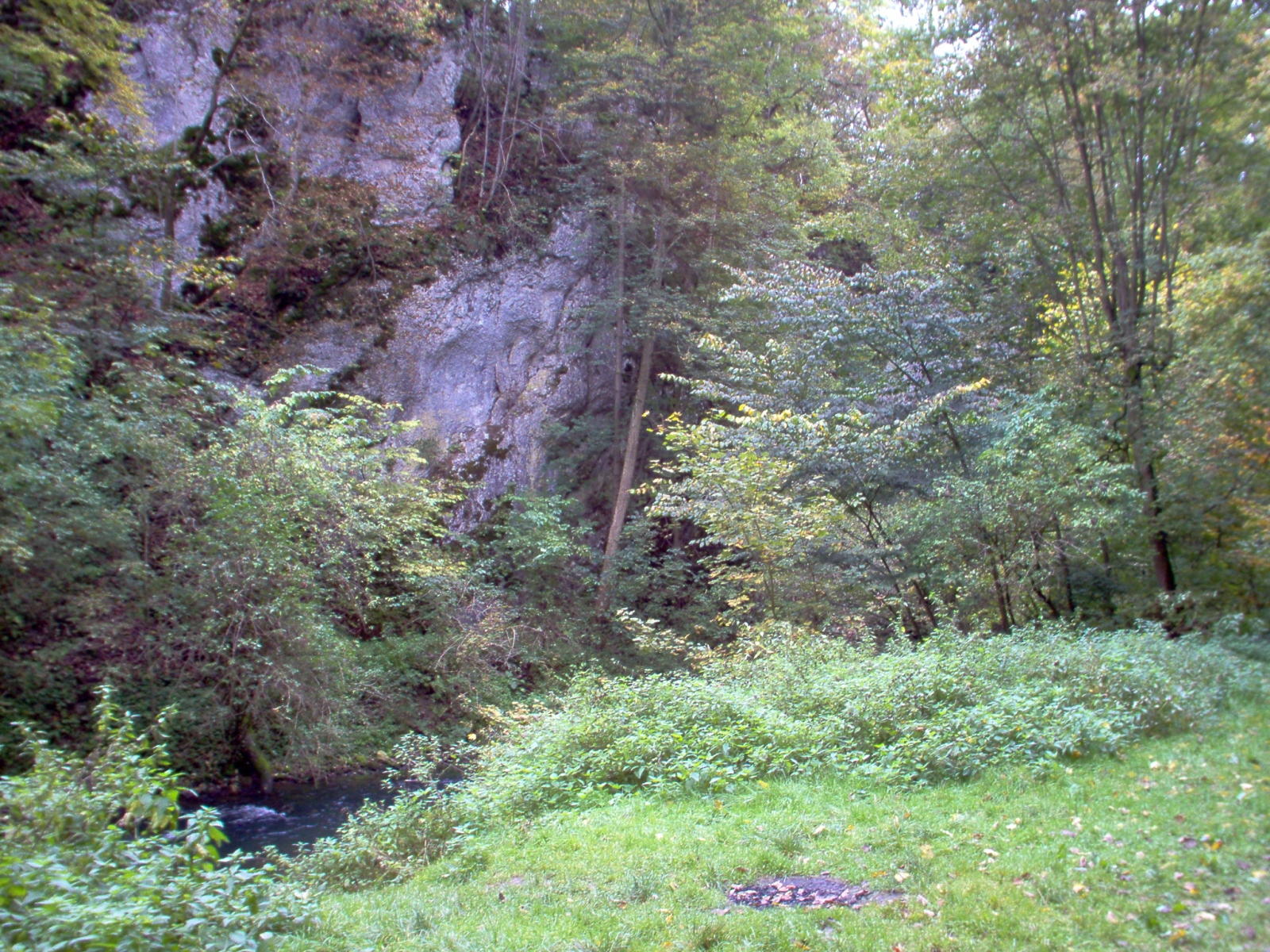
Blick aus der Höhle ins Bittelschießer Täle
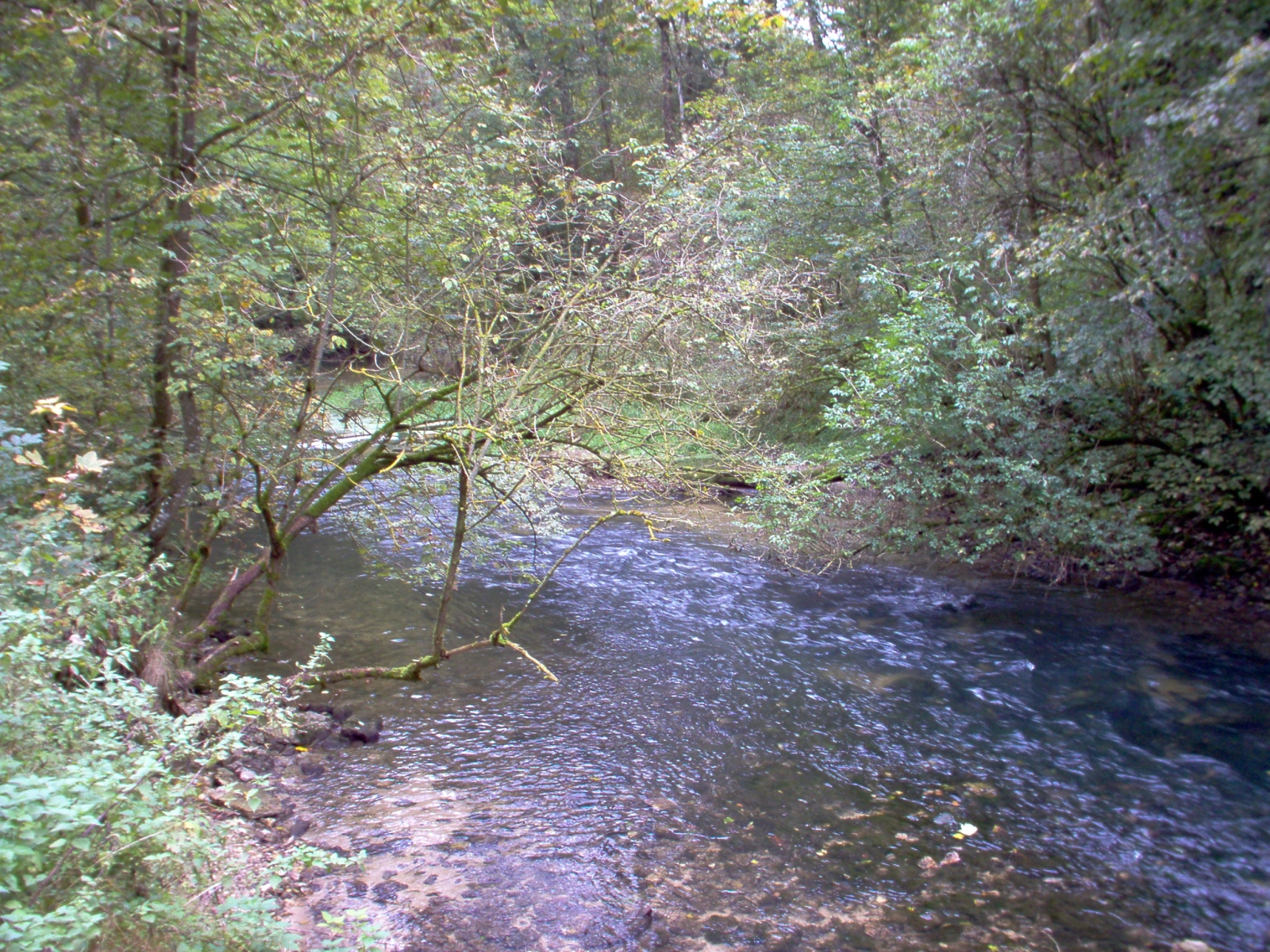
Die Lauchert im Bittelschießer Täle
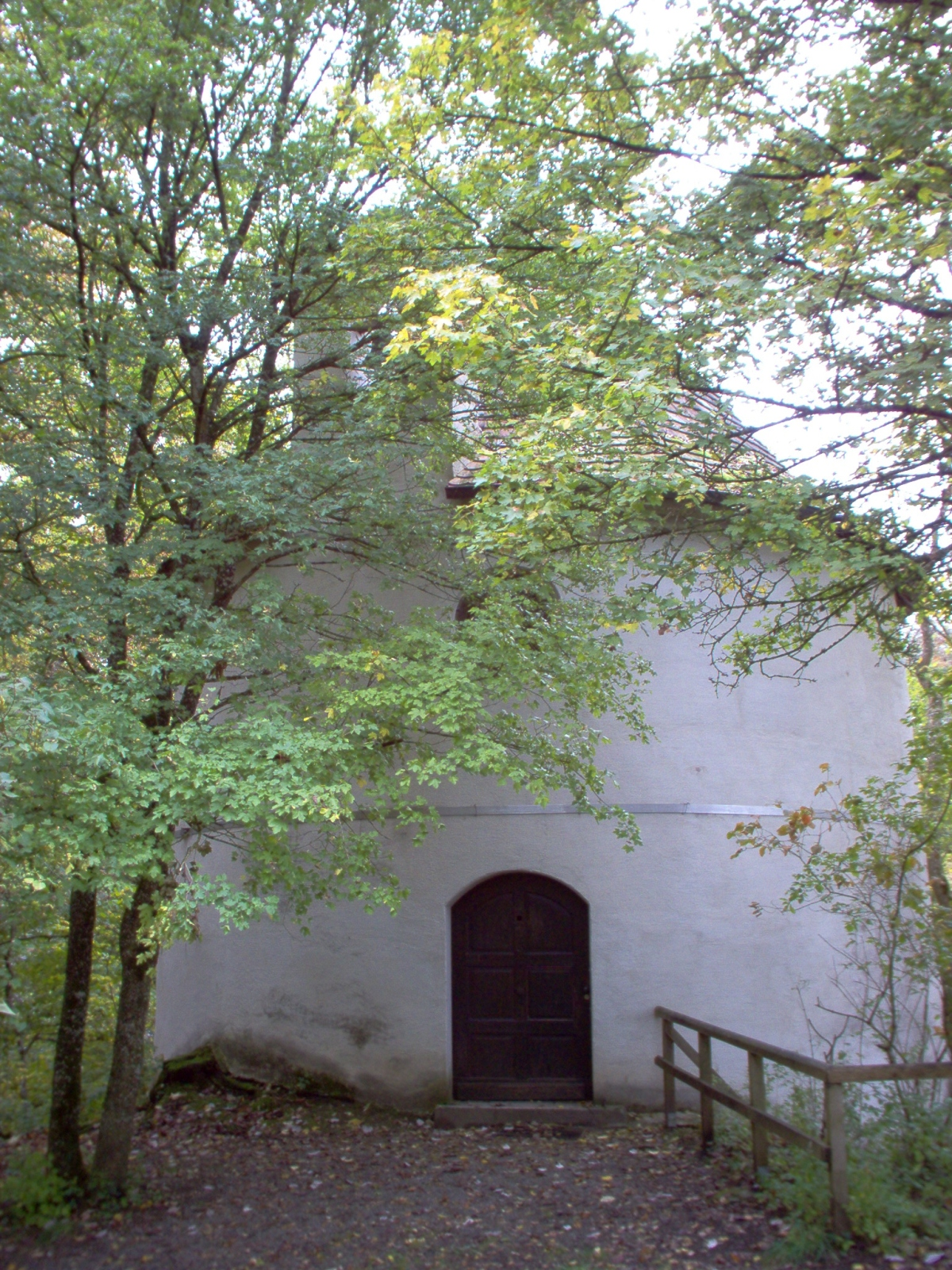
Kapelle der Burg Bittelschieß, oberhalb der Höhle

## Anmerkung
1. ↑   LGRB-Id: 6197